# Машадинью-д’Уэсти

Машадинью-д'Уэсти на карте штата.

Машадинью-д’Уэсти (порт. Machadinho d'Oeste)  —  муниципалитет в Бразилии, входит в штат Рондония. Составная часть мезорегиона Восток штата Рондония. Входит в экономико-статистический  микрорегион Арикемис. Население составляет 31 135 человек. Занимает площадь 8 509,27 км². Плотность населения — 3,66 чел./км².

## Демография
Согласно сведениям, собранным в ходе переписи 2010 г. Национальным институтом географии и статистики (IBGE), население муниципалитета составляет:
| Полное население                               | Полное население                               | Полное население                               | Полное население                               | 31 135 |
| ---------------------------------------------- | ---------------------------------------------- | ---------------------------------------------- | ---------------------------------------------- | ------ |
| в том числе:                                   | Городское население                            | 16 173                                         | Процент городского населения, %                | 51,94  |
|                                                | Сельское население                             | 14 962                                         | Процент сельского населения, %                 | 48,06  |
|                                                | Мужское население                              | 16 536                                         | Процент мужского населения, %                  | 53,11  |
|                                                | Женское население                              | 14 599                                         | Процент женского населения, %                  | 46,89  |
| Плотность населения, чел/км²                   | Плотность населения, чел/км²                   | Плотность населения, чел/км²                   | Плотность населения, чел/км²                   | 3,66   |
| Население муниципалитета в % к населению штата | Население муниципалитета в % к населению штата | Население муниципалитета в % к населению штата | Население муниципалитета в % к населению штата | 1,99   |

По данным оценки 2015 года население муниципалитета составляет 37 167 жителей.

## Административное деление
Муниципалитет состоит из 4 дистриктов:
| № | Наименование дистрикта | Наименование дистрикта (порт.) | Территория, км² | Население, чел.(2010) | Население, чел.(2010) | Население, чел.(2010) | Плотность, чел./км² | Код дистрикта |
| № | Наименование дистрикта | Наименование дистрикта (порт.) | Территория, км² | всего                 | городское             | сельское              | Плотность, чел./км² | Код дистрикта |
| 1 | Машадинью-д'Уэсти      | Machadinho D'Oeste             | 5220            | 24903                 | 14369                 | 10534                 | 4,77                | 110013005     |
| 2 | Ориенти-Нову           | Oriente Novo                   | 700             | 2327                  | 56                    | 2271                  | 3,33                | 110013015     |
| 3 | Кинту-БЕК              | Quinto BEC                     | 232             | 3110                  | 1454                  | 1656                  | 13,38               | 110013020     |
| 4 | Табажара               | Tabajara                       | 2357            | 795                   | 294                   | 501                   | 0,34                | 110013025     |

## Важнейшие населенные пункты
| № | Населённый пункт  | Населённый пункт (порт.) | Категория | Население чел. (2010) | На карте                       |
| - | ----------------- | ------------------------ | --------- | --------------------- | ------------------------------ |
| 1 | Машадинью-д'Уэсти | Machadinho D'Oeste       | город     | 14369                 | 9°25′31″ ю. ш. 61°59′47″ з. д. |
| 2 | Кинту-БЕК         | Quinto BEC               | поселок   | 1454                  | 9°41′16″ ю. ш. 62°12′44″ з. д. |
| 3 | Табажара          | Tabajara                 | поселок   | 294                   | 8°56′03″ ю. ш. 62°03′24″ з. д. |
| 4 | Ориенти-Нову      | Oriente Novo             | поселок   | 56                    | 9°35′18″ ю. ш. 62°23′39″ з. д. |